# Marts
Marts måned er opkaldt efter Mars, romersk krigsgud. Det ældre danske navn er Thors måned eller tordmåned, som kan henvise til guden Thor eller til ordet tord, som betyder gødning, idet marts er den måned, hvor sneen smelter og markerne bliver tørre, så der kan køres gødning ud.

## Marts i Danmark

### Normaltal for marts
- Middeltemperatur: 3,3 °C
- Nedbør: 46 mm
- Soltimer: 130

### Vejrrekorder for marts måned
- 1888 - Den laveste lufttemperatur målt i marts: -27,0 °C i Søndersted.
- 1942 – Den koldeste marts med en middeltemperatur på -3,5 °C. Max- og minimumtemperaturen var hhv. 12,4 og -24,0 °C.
- 1963 – Den solfattigste med kun 50 soltimer.
- 1990 – Den varmeste marts med en middeltemperatur på 6,1 °C. Max- og minimumtemperaturen var hhv. 22,2 (rekord for marts), målt i Karup Lufthavn, og -5,4 °C.
- 2007 – Denne marts tangerede med varmerekorden fra 1990 med en middeltemperatur på 6,1 °C. Max- og minimumtemperaturen var hhv. 16,6 og -3,5 °C.[2]
- 2019 – Den vådeste marts med hele 106 mm nedbør.[3]
- 2022 - Denne marts satte 2 vejrrekorder. Det var både den tørreste med kun 4 mm nedbør og den solrigeste med hele 239 soltimer.[4]

## Særlige dage
I marts er der fire Tycho Brahes-dage, nemlig den 1., 4., 14. og 15. marts.